# Cerotainia rhopalocera
Cerotainia rhopalocera is een vliegensoort uit de familie van de roofvliegen (Asilidae). De wetenschappelijke naam van de soort is voor het eerst geldig gepubliceerd in 1882 door Lynch Arribálzaga.